# Adua (1936)
«Адуа» (італ. Adua) — військовий корабель, прибережний підводний човен типу «Адуа» Королівських ВМС Італії за часів Другої світової війни.
«Адуа» був закладений 1 лютого 1936 року на верфі компанії Cantieri Riuniti dell'Adriatico у Монфальконе. 13 вересня 1936 року він був спущений на воду, а 14 листопада 1936 року увійшов до складу Королівських ВМС Італії.

## Історія служби
Після введення до строю підводний човен проходив інтенсивні тренування у водах Додеканесу, Греції та Лівії. 1937 році «Адуа» був призначений до 23-ї ескадри, що базувалася в Неаполі, а в 1939 році переведений до Кальярі, де увійшов до 71-ї ескадри (VII підводна група).
10 червня 1940 року, на момент вступу Італії у Другу світову війну, «Адуа» вже був у морі, на південь від Сардинії (між мисом Теулада та островом Ла-Галіте). Діяв у східному та центральному Середземномор'ї.
23 вересня 1941 року підводний човен вийшов у похід з Кальярі, плануючи влаштувати засідку на маршруті британського конвою на Мальту (операція «Гальбед») разом з трьома іншими підводними човнами. 26 вересня «Адуа» знаходився біля мису Палос, на північ від іспанського міста Картахена. Британський конвой залишився непоміченим і дістався безперешкодно Мальти. Підводні човни, включаючи «Адуа», при поверненні помітили і напали на британські кораблі. 30 вересня 1941 року о 03:50 «Адуа» виявив групу з одинадцяти англійських есмінців і атакував її залпом з чотирьох торпед, але пропустив їх і потім рушив на північ. Незабаром о 05:25 «Адуа» направив радіоповідомлення до штабу, інформуючи їх про позицію британського конвою. Після цього про субмарину більше нічого не чули.
Після війни було з'ясовано, що підводний човен відслідковували два есмінці — «Гуркха» і «Ліджен» (можливо, саме радіозв'язок із базою дозволив британським кораблям знайти човен). Виявивши «Адуа» за допомогою ASDIC, вони розпочали атаки глибинними бомбами, і близько 10:30 затопили «Адуа» з усім екіпажем у районі 37 ° 10′N 00 ° 56′E або 36 ° 50′N 00 ° 56′E.
Загалом за час служби «Адуа» здійснив 16 бойових походів, плюс 46 навчальних місій і пройшов 9 690 миль.